# Peller József
| Peller József                             | Peller József                                                                                            |
| Kattints az alábbi külső linkek egyikére! | Kattints az alábbi külső linkek egyikére!                                                                |
| ----------------------------------------- | --- |
| Nem található szabad kép.(?)              | |
| külső link · jogvédett                    | Peller József. In.: https://mek.oszk.hu/24500/24583/ Sipos Béla. Az Óbudai Árpád Gimnázium 120 éve. 405. |

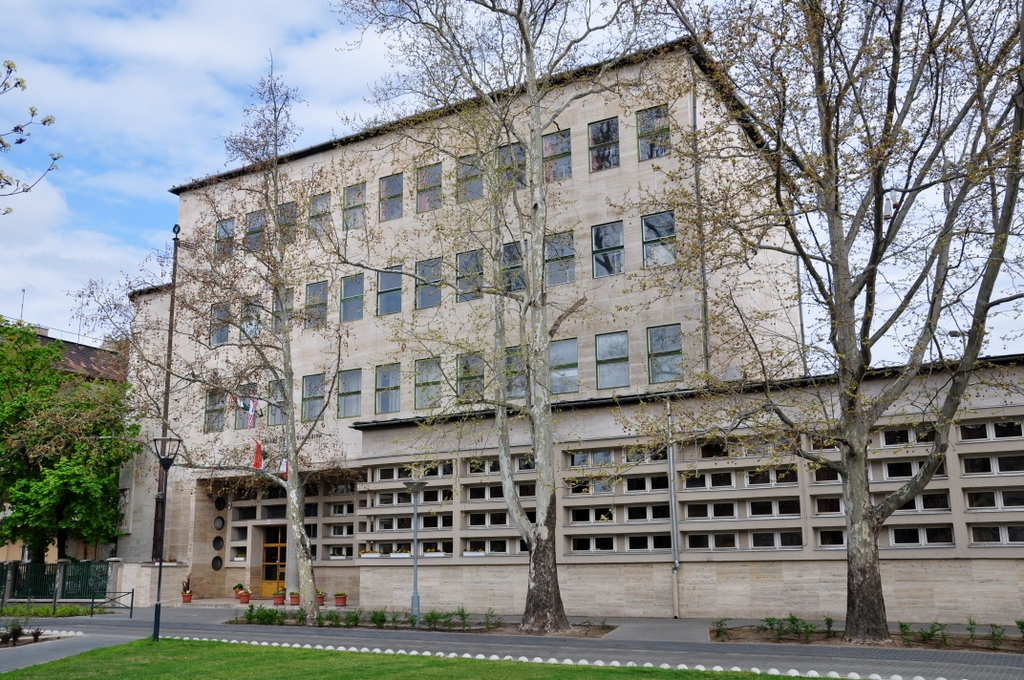
1956-1961 között az Óbudai Árpád Gimnáziumban matematika–fizika szakos tanáraként dolgozott

Peller József (Hatvan, 1933. augusztus 9. – Budapest, 2012. február 23.) magyar matematikus, egyetemi docens, tanszékvezető.

## Szakmai életútja
Először a Budai Tanítóképzőben szerzett tanítói képesítést, majd 1956-ban szerzett matematika–fizika szakos tanári diplomát az ELTE-n. 1956-tól az 1961-ig az Árpád Gimnáziumban matematika–fizika szakos tanáraként dolgozott, a matematika szakkört vezette. 1961-től az ELTE TTK Alkalmazott Analízis és Számításmatematikai Tanszékének tanársegédjeként, végül egyetemi docensként folytatta pályafutását. Egyetemi doktori értekezését A differenciálhányados és az integrálszámítás a középiskolában címmel 1966-ban védte meg az ELTE TTK-n. Kandidátusi értekezését 1989-ben védte meg A számfogalom és a függvénytanítás fejlesztésére irányuló matematikai-didaktikai vizsgálatok, kísérleti eredmények címmel.
Részt vett a „Matematika tanítása” tárgy tantervének, államvizsgai tematikájának, rendszerének kidolgozásában. Egyik alapítója volt a Szakmódszertani Közlemények című, félévenként megjelenő periodikának, szerkesztőként, szerzőként számos tanulmány megjelentetésében működött közre. Az ELTE TTK kétéves tanár-továbbképzési rendszerének kidolgozásában, a kurzusok tartásában nagy szerepet vállalt.
1995-től három évig a kaposvári Csokonai Mihály Tanítóképző Főiskola matematikai tanszékének a vezetője volt.
2012. február 23-án hunyt el, sírja az Óbudai temetőben  (OBUD/39/0/1/66) található.

## Fontosabb könyvei
- Az analízis elemeinek tanítása a középiskolában. (társszerzők: Frigyesi Miklós, Vidéki Gusztáv) Kiadó Tankönyvkiadó. Budapest. 1967
- A tanulók tevékenységének tervezése és irányítása. A középiskola I. osztály első félévi anyagának módszertani feldolgozása. Kiadó. Eötvös Lóránd Tudományegyetem Természettudományi Karának Matematikai Szakmódszertani Csoportja. Budapest. 1973
- A tanulók tevékenységének tervezése és irányítása VI. Differenciálszámítás. Kiadó. Eötvös Lóránd Tudományegyetem Természettudományi Karának Matematikai Szakmódszertani Csoportja. Budapest. 1975
- A matematikaoktatás tartalmának és módszerének korszerűsítése IV. 6. osztály/Kísérlettel megalapozott didaktikai megoldásrendszer. Kiadó. Eötvös Lóránd Tudományegyetem Természettudományi Karának Matematikai Szakmódszertani Csoportja. Budapest. 1978
- Számfogalom fejlesztése az aritmetika rendszerező ismétlésekor. Kiadó. Eötvös Lóránd Tudományegyetem.
- Függvények elemi vizsgálata – Vektortér. (társszerző: Megyesi László) Tankönyvkiadó, 1982
- Kiegészítő a matematika tantárgy-pedagógiához. (társszerző: Végh Olga) A Csokonai Vitéz Mihály Tanítóképző Főiskola kiadványai. Kaposvár. 1999
- A matematikai ismeretszerzés gyökerei. Kiadó. Eötvös Lóránd Tudományegyetem. 2003
- A matematikai ismeretszerzési folyamatról Kiadó. Eötvös Lóránd Tudományegyetem. 2003., 2011